# Ваамочка
Ваамочка (Ваамычгын) — крупное озеро лиманного типа на Дальнем Востоке России, в пределах Анадырского района Чукотского автономного округа. Относится к бассейну Мейныпильгынской озерно-речной системы.
Название в переводе с чук. Ваамъёчгын — «собрание рек».
Площадь зеркала — 66,2 км², площадь водосборного бассейна — 1710 км².
Расположено на побережье Берингова моря, от которого отделена косой Береговая. Соединена протоками с соседним озером Пекульнейское, при этом с началом весеннего паводка течение в протоках направлено из Ваамочки в Пекульнейское. Озеро разделено на две примерно равные части в месте впадения реки Ваамычгын (урочище Моховое). В северной части (Верхняя Ваамочка) вода пресная. В южной части (Нижняя Ваамочка) вода солоноватая, здесь же находится небольшой остров Отдельный.
Озеро окружает сильно обводнённая низменность с полигональными болотами, торфяными буграми и множеством мелких озёр.
На побережье произрастают карликовые ольховые леса, состоящие из низких (50-70 см) ольховников.
Ежегодно в конце июня в озеро на нерест заходит нерка.
Озеро и прилегающая территория входят в состав федерального заказника «Южно-Чукотский».